# Poder Popular (Chile)
Poder Popular (spanisch „Volksmacht“) ist eine Form von direkter Demokratie oder Basisdemokratie.
Sie kann dem Parlamentarismus, also der bürgerlich-repräsentativen Demokratie, gegenübergestellt werden. Im Gegensatz zu dieser zeichnet sich Poder Popular durch ihre kollektive, flexible und direkte Verfassung aus. In der chilenischen Geschichte waren es die unabhängig organisierten Arbeiter und marginalisierten Sektoren der Gesellschaft, wie etwa die Bewohner der Armenviertel (Poblaciónes), die den Aufbau von Poder Popular befürworteten. Anders als bei der repräsentativen Demokratie, wo sich der Akt des Politischen auf das periodische Abgeben einer Stimme bei Wahlen beschränkt, wird die politische Macht bei der Poder Popular ständig neu ausgehandelt und unterliegt einer viel direkteren Kontrolle. Poder Popular kann auch als eine Form von Selbstorganisation der Arbeiter verstanden werden.
Die Militanz der sozialen Kämpfe der Arbeiter und Kleinbauern in Chile steigerte sich bereits in den 1960er Jahren während der Regierung des Christdemokraten Eduardo Frei. Die gemäßigten Reformen von Frei lösten eine Zunahme von Besetzungen auf dem Land und von Fabriksbesetzungen aus. Die Arbeiter und Bauern verschärften ihre Gangart, um eine Radikalisierung des sozialen Reformprogramms zu erreichen (z. B. Landreform, Verstaatlichungen). Auch die Zahl der Streiks nahm in dieser Zeit zu. Während der Regierung von Salvador Allende stieg die Zahl der Besetzungen noch weiter.
Die ausgeprägteste Form von Poder Popular in Chile entstand während der kurzen Regierungszeit der Unidad Popular und des Präsidenten Salvador Allende (1970–1973). Besonders markant waren die cordones industriales („Industriegürtel“), die für einige Zeit bedeutende Teile der Arbeiterschaft organisieren konnten und den traditionellen Gewerkschaften – wie der CUT (Central Unitaria de Trabajadores de Chile) – gegenüberstanden.
Als exemplarisch kann der Cordón Cerrillos-Maipú in der Hauptstadt Santiago gelten, der folgende Forderungen formulierte:
1. die Unterstützung der Regierung Allende, insofern sie die Kämpfe der Arbeiter auslegt
2. die Enteignung aller Monopolfirmen und aller strategischen Industrien, des ausländischen Kapitals und jener Betriebe, die die Produktion boykottieren
3. Arbeiterkontrolle über alle Industrien, Agrarbetriebe und Minen durch jederzeit von der Basis abrufbare Räte
4. die Einrichtung einer Volksversammlung als Ersatz für das bürgerliche Parlament.[4]

Die Regierung Allende artikulierte zunächst ihre Ablehnung der cordones, welche sie als „unverantwortlich“ bezeichnete. Allende beharrte auf dem reformistischen Weg zum Sozialismus mittels der Institutionen des bürgerlichen Staates, wohingegen die cordones als Ausdruck einer „Doppelmacht“ zurückgewiesen wurden.
Die cordones industriales etablierten sich schließlich als Reaktion auf die Sabotage und Aussperrungen, welche von den chilenischen Unternehmern angewendet wurden, um die Regierung der Unidad Popular zu destabilisieren.
Dies zeigte sich besonders im Oktober 1972 beim Streik der Lastwagenfahrer, die damit den Sturz der Unidad Popular beschleunigen wollten. „Der Streik endet […] mit der Stärkung der poder popular, der „Volksmacht“: Vor allem ArbeiterInnen organisieren sich und nehmen die Produktion, Verteilung und Bewachung von Betrieben in die Hand.“
Die Arbeiter nahmen im Zuge des Streiks im Transportwesen die Initiative in ihre eigenen Hände und hielten die Warenverteilung am Laufen. „Sie gründeten Fabrikkomitees, um die Verteilung ohne die Chefs zu organisieren und um die Produktion gegen Sabotage zu beschützen. Riesige Märsche und Demonstrationen wurden abgehalten, bei denen die Arbeiter „Crear, crear, poder popular“ („schafft, schafft Volksmacht“) riefen. Kurz gesagt, die cordones tauchten wieder auf und wendeten das Blatt gegen die Chefs.“
Eine weitere Form der Poder Popular waren die Juntas de Abastecimientos y Precios (JAP, Komitees der Versorgung und Preise), Organisationen von Bewohnern der Poblaciónes, die für die Verteilung von Nahrungsmitteln und Kontrolle der Preise verantwortlich waren.
Die Diktatur General Augusto Pinochets zerschlug nach dem Militärputsch vom 11. September 1973 sämtliche Strukturen der Poder Popular.